# Болеслав (линейный корабль)
«Болеслав» — 64-пушечный парусный линейный корабль Балтийского флота Российской империи. Один из кораблей типа «Азия». Был заложен в 1781 году в Архангельске, спущен на воду в 1783 году. За время службы принимал участие в русско-шведской войне 1788—90 годов и голландской экспедиции 1799 года. Разобран в 1808 году.

## История
Был заложен 19 (30) сентября 1781 года на Соломбальской верфи в Архангельске. Строительство велось под руководством корабельного мастера Михаила Портнова. После спуска на воду 16 (27) мая 1783 года вошел в состав Балтийского флота.
В июле—сентябре 1783 года в составе отряда перешел из Архангельска в Кронштадт. В 1784—86 годах в составе эскадр находился в практических плаваниях в Балтийском море. 20 (31) декабря 1787 года был назначен в состав Средиземноморской эскадры.
После начала русско-шведской войны (1788—90), вышел из Кронштадта в составе эскадры адмирала С. К. Грейга и 6 (17) июля 1788 года принял участие в Гогландском сражении. В сражении, в ходе которого корабль находился вначале в арьергарде, а после смены галса — в авангарде, потерял 58 человек убитыми и 72 члена экипажа ранеными, получил много пробоин. 10 (21) июля был отправлен для ремонта в Кронштадт. 5 (16) августа в составе отряда под командованием вице-адмирала А. И. Круза вышел в море, присоединился к флоту и с ним крейсировал в Финском заливе. 2 (13) октября прибыл на зимнюю стоянку в Ревель.
С 16 (27) мая по 26 июня (7 июля) 1789 года возглавлял отряд, направленный для разрыва коммуникации между Швецией и Свеаборгом, в походе к полуострову Паркалаут в ходе которого, 22 июня (3 июля) участвовал в бою со шведской гребной флотилией. 2 (13) июля 1789 года в составе эскадры под командованием адмирала В. Я. Чичагова вышел из Ревеля и 15 (26) июля участвовал в Эландском сражении, в ходе которого потерял 7 членов экипажа ранеными. Затем до 16 (27) августа крейсировал с эскадрой в районе мыса Дагерорт и островов Борнхольм и Готланд, после чего вернулся в Ревель. 27 августа (7 сентября) — 11 (22) октября 1789 года в составе эскадры вновь крейсировал у мыса Дагерорт.
2 (13) мая 1790 года «Болеслав» принимал участие в Ревельском сражении, в ходе которого стоял на шпринге в первой линии эскадры. Произвел около 2100 выстрелов, потеряв 1 человека убитым и 5 членов экипажа ранеными. 24 мая (4 июня) в составе ревельской эскадры вышел в море. После встречи на следующий день с кронштадтской эскадрой, объединённый флот 29 мая (9 июня) вошёл в Выборгский залив, где во главе отряда бригадира П. И. Лежнева расположился на правом фланге между островами Рондо и Пейсари. В ночь на 22 июня (3 июля) отряд отразил атаку шведской гребной флотилии, а днём принял участие в Выборгском сражении. В ходе сражения обрубив якорные канаты, пошел на помощь эскадре И. А. Повалишина, а затем в ходе преследования отступающих шведов в составе отряда взял в плен севшие на мель неприятельские суда. После сражения крейсировал с флотом у Гельсингфорса, а 13 (24) июля 1790 года в составе эскадры вернулся в Ревель.
В 1791 году в составе эскадры находился в практическом плавании в Финском заливе. Тимберован в 1798 году в Кронштадте.
Во время войны второй коалиции 1799—1802 годов принял участие в голландской экспедиции. 22 мая (2 июня) 1798 года в составе эскадры контр-адмирала M. К. Mакарова вышел из Кронштадта к берегам Англии для совместных действий с английским флотом против Франции. 3 (14) июля у острова Tексел вместе с другими русскими кораблями присоединился к английской эскадре вице-адмирала Онслоу и начал крейсировать и блокировать побережье Батавской республики. Из-за поврежденной грот-мачты был вынужден отделиться от эскадры и 20 (31) августа пришел в Блекстекс.
В следующем году в составе эскадры с мая по октябрь крейсировал в Северном море у берегов Голландии, 22 июля (2 августа) 1799 года в составе объединенного англо-русского флота высаживал десант на остров Тексель. 25 мая (6 июня) 1800 года пришел в Портсмут, 16 (28) июня в составе эскадры вышел в Россию и 21 июля (2 августа) прибыл в Кронштадт.
В апреле — июне 1803 года выходил на Кронштадтский рейд для обучения экипажа. В июле—августе 1804 года  «Болеслав» с десантом на борту в составе эскадры крейсировал в Балтийском море до острова Борнхольм. В 1805 году в составе отряда находился в практическом плавании в Балтийском море.
Разобран в 1808 году.

## Командиры
Командирами корабля в разное время служили:
| - И. А. Повалишин (1783 год) - Д. Бикс (1784—86 годы) - А. И. Денисов (1788 год) - Н. И. Шешуков (1789 — 1 августа 1791) | - Д. Престон (1 августа 1791 — 1792) - А. А. Сарычев (1798—1800 годы) - К. И. Кригер (1803—05 годы). |